# Kanton Santa Lucía (Guayas)
Der Kanton Santa Lucía befindet sich in der Provinz Guayas im zentralen Westen von Ecuador. Er besitzt eine Fläche von 357,9 km². Im Jahr 2020 lag die Einwohnerzahl schätzungsweise bei 45.000. Verwaltungssitz des Kantons ist die Kleinstadt Santa Lucía mit 8810 Einwohnern (Stand 2010). Der Kanton Santa Lucía wurde am 23. Januar 1986 gegründet. Zuvor gehörte das Gebiet zum Kanton Daule.

## Lage
Der Kanton Santa Lucía liegt im Tiefland im Norden der Provinz Guayas. Der Hauptort Santa Lucía befindet sich am linken Flussufer des Río Daule, 55 km nordnordwestlich der Provinzhauptstadt Guayaquil. Der Río Daule durchfließt den Kanton in südlicher Richtung. Der Río Pula verläuft entlang der östlichen Kantonsgrenze. Die Fernstraße E48 (Guayaquil–Velasco Ibarra) führt durch den Kanton und am Hauptort Santa Lucía vorbei.
Der Kanton Santa Lucía grenzt im Osten an den Kanton Salitre, im Süden an den Kanton Daule, im Südwesten an die Kantone Lomas de Sargentillo und Isidro Ayora, im Westen an den Kanton Pedro Carbo sowie im Norden an die Kantone Colimes und Palestina.

## Verwaltungsgliederung
Der Kanton Santa Lucía wird von der gleichnamigen Parroquia urbana („städtisches Kirchspiel“) gebildet.